# トミュリス (小惑星)
トミュリス (590 Tomyris) は小惑星帯に位置する小惑星である。ハイデルベルクでマックス・ヴォルフによって発見された。
マッサゲタイの女王、トミュリスにちなんで命名された。